# گفتاری درباره اصلاح حکومت فلورانس
گفتاری دربارهٔ اصلاح حکومت فلورانس (به زبان ایتالیایی: Discorso sopra il riformare lo stato di Firenze) کتابی از دانشمند سیاسی ایتالیایی نیکولو ماکیاولی نوشته شده در سال ۱۵۲۰ (میلادی) است.